# 太田金山中継局
太田金山中継局（おおたかなやまちゅうけいきょく）は、群馬県太田市に所在するNHK総合テレビジョン、群馬テレビの中継局。

## 概要
- 榛名から発射されている群馬テレビの電波は、太田金山の南麓では遮られて受信困難なため、当中継局が設置された。太田金山の南部付近をカバーしている。
- NHK総合テレビジョン、群馬テレビのみ設置。デジタルでもNHK教育テレビや在京民放の中継局は置局不要とされており設置予定がない。東京送信所、足利中継局のうち電波状態が良好なものを選択し受信することになる。なお2012年4月より群馬県内で総合テレビの県域放送が開始されたのに伴い、NHK前橋放送局では単独の中継局が2012年12月17日に設置された（これは、2012年4月に群馬県域のテレビ放送を開始し、これまでの首都圏放送センターの放送対象地域から外れることになったため）[2][3]。

## 送信施設概要

### デジタル放送
| リモコンキーID | 放送局名      | 物理チャンネル | 空中線電力 | ERP   | 放送対象地域 | 放送区域内世帯数 | 開局日         |
| 1              | NHK前橋総合   | 41ch           | 300mW      | 450mW | 群馬県       | 6919世帯         | 2012年12月17日 |
| 3              | GTV群馬テレビ | 19ch           | 300mW      | 480mW | 群馬県       | 6919世帯         | 2009年12月25日 |

### アナログ放送[要文献特定詳細情報]
| 放送局名      | チャンネル | 空中線電力       | ERP                 | 放送対象地域 | 放送区域内世帯数 | 開局日        | 閉局日        |
| GTV群馬テレビ | 41ch       | 映像3W /音声750W | 映像4.2W /音声1.05W | 群馬県       | 約8500世帯       | 1981年3月19日 | 2011年7月24日 |

## 中継局置局住所
- 太田市金山町23番地の太田市営東山球場東方